# コロンブ
コロンブ （Colombes）は、フランス、パリ北西部近郊にある都市（コミューン）。パリ中心から10.6キロメートルの距離にある。

コロンブの位置

## 歴史
街の名前は、柱を意味するラテン語の"columna"に由来している。これは、フランス革命中に破壊されるまでコロンブに存在した古代のドルイド崇拝に使用された巨石記念物柱、あるいはコロンブにあるガロ・ローマ文化村遺跡のアトリウム柱のどちらかと解釈されている。

## スポーツ
スタッド・デパルトモンタル・イヴ＝デュ＝マノワールを本拠地にしている総合スポーツクラブラシン・クラブ・ド・フランスのうち、ラグビーチームの強豪ラシン92は、2017年11月から本拠地をナンテール（パリ・ラ・デファンス・アレナ）に移転した。

## 姉妹都市
- フランケンタール（ドイツ）

## 関係者
出身者
- ズマナ・カマラ：サッカー選手
- エリアカン・マンガラ：サッカー選手
- スティーヴン・エンゾンジ：サッカー選手
- ジョイスキム・ダワ・チャコンテ：サッカー選手
- マリー＝アントワネット・カトト（フランス語版）：フランスのトップストライカーである女性サッカー選手。1998年生まれ
- ヴァンサン・ラッテ - ラグビー選手

居住死去などゆかりある人物
- ヘンリエッタ・マリア・オブ・フランス：王侯貴族。コロンブ城で死去。
- ウジェーヌ・テュルパン：化学者